# State Farm Women's Tennis Classic 2003
State Farm Women's Tennis Classic 2003 — жіночий тенісний турнір, що проходив на відкритих кортах з твердим покриттям у Скоттсдейлі (США). Належав до турнірів 2-ї категорії в рамках Туру WTA 2003. Відбувсь учетверте й востаннє і тривав з 25 лютого до 2 березня 2003 року. Несіяна Ай Суґіяма здобула титул в одиночному розряді й отримала 93 тис. доларів США.

## Фінальна частина

### Одиночний розряд
Ай Суґіяма —  Кім Клейстерс 3–6, 7–5, 6–4
- Для Суґіями це був 1-й титул в одиночному розряді за сезон і 4-й — за кар'єру.

### Парний розряд
Кім Клейстерс /  Ай Суґіяма —  Ліндсі Девенпорт /  Ліза Реймонд 6–1, 6–4